# Jan Christian Vestre
Jan Christian Vestre  (født 9. oktober 1986 i Haugesund) er en norsk advokat og politiker, der er Erhvervsminister i Regeringen Jonas Gahr Støre siden 14. oktober 2021. Før han kom til regeringen, var han administrerende direktør for den norske møbelproducent  Vestre AS.